# Senegal ai Giochi della XIX Olimpiade
Il Senegal partecipò ai Giochi della XIX Olimpiade che si sono svolti a Città del Messico dal 12 al 27 ottobre 1968, con una delegazione di 21 atleti impegnati in due discipline: atletica leggera e pallacanestro. Fu la seconda partecipazione di questo paese ai Giochi. Non fu conquistata nessuna medaglia.

## Risultati

### Pallacanestro
| Atleta | Classifica |
| --- | ---------- |
| V · D · M Nazionale senegalese - Pallacanestro ai Giochi della XIX Olimpiade 4 Fall · 5 P. Diop · 6 N'Diaye · 7 Camara · 8 Dia · 9 Traoré · 10 Seck · 11 Diagne · 12 Sadio · 13 Constantino · 14 Sène · 15 Guèye · All. Alioune Diop | 15°        |
| Nazionale senegalese - Pallacanestro ai Giochi della XIX Olimpiade |            |
| 4 Fall · 5 P. Diop · 6 N'Diaye · 7 Camara · 8 Dia · 9 Traoré · 10 Seck · 11 Diagne · 12 Sadio · 13 Constantino · 14 Sène · 15 Guèye · All. Alioune Diop                                                                              |            |